# Bothriomyrmex kusnezovi
Bothriomyrmex kusnezovi is een mierensoort uit de onderfamilie van de Dolichoderinae. De wetenschappelijke naam van de soort is voor het eerst geldig gepubliceerd in 1925 door Emery.